# Сандеш
Сандеш (бенг. সন্দেশ Шондеш) — десерт, створений із молока та цукру, походить із регіону Бенгалія у східній частині Індійського субконтиненту. Деякі рецепти Сандешу вимагають використання хени або паніру (який виготовляється шляхом згортання молока та відокремлення від нього сироватки) замість самого молока. Деякі люди в регіоні Дакка називають його пранахарою (буквально, викрадач серця), що є більш м'яким видом сандешу, виготовленого з мави та сиру.

## Історія

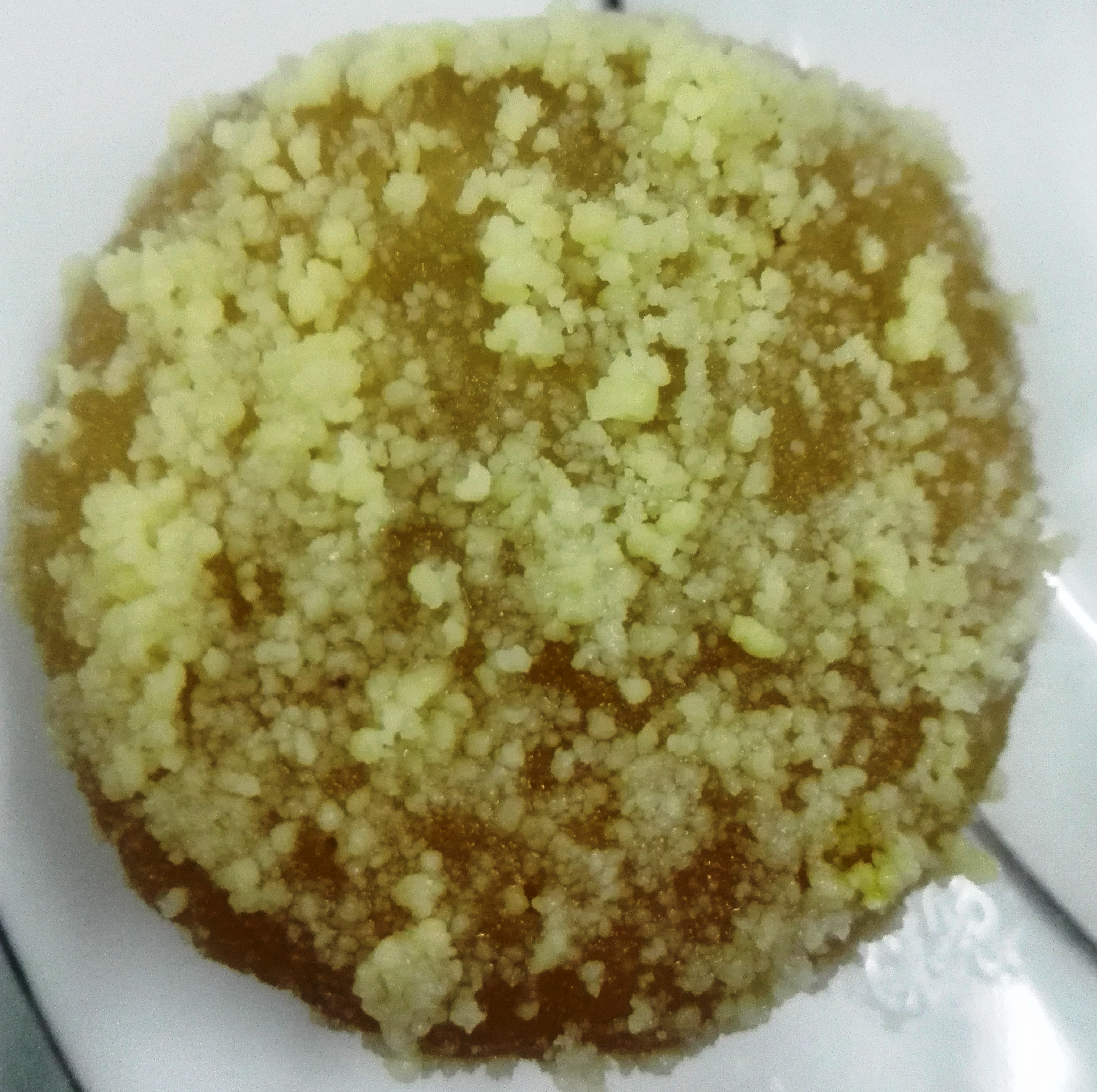
Сандеш із Бенгалії

Сандеш згадується в середньовічній бенгальській літературі. Про неї йде мова в творах Рамаяну Криттібаса та ліриці Чайтаньї. Але інгредієнти згаданої оригінальної страви невідомі. Ця солодка страва, швидше за все, відрізняється від сучасного сандешу на основі хени, виготовленого із затверділого кхееру.
Невідомо, коли саме сандеш почав стосуватися переважно солодкого на основі хени, а не на основі кхеер. Але є згадки про те, що до другої половини 19 століття сандеш зазвичай називали солодким на основі хени. Можливо, запровадження сиру (тобто чхени) під впливом Португалії у шістнадцятому столітті призвело до появи нової страви.

## Підготовка

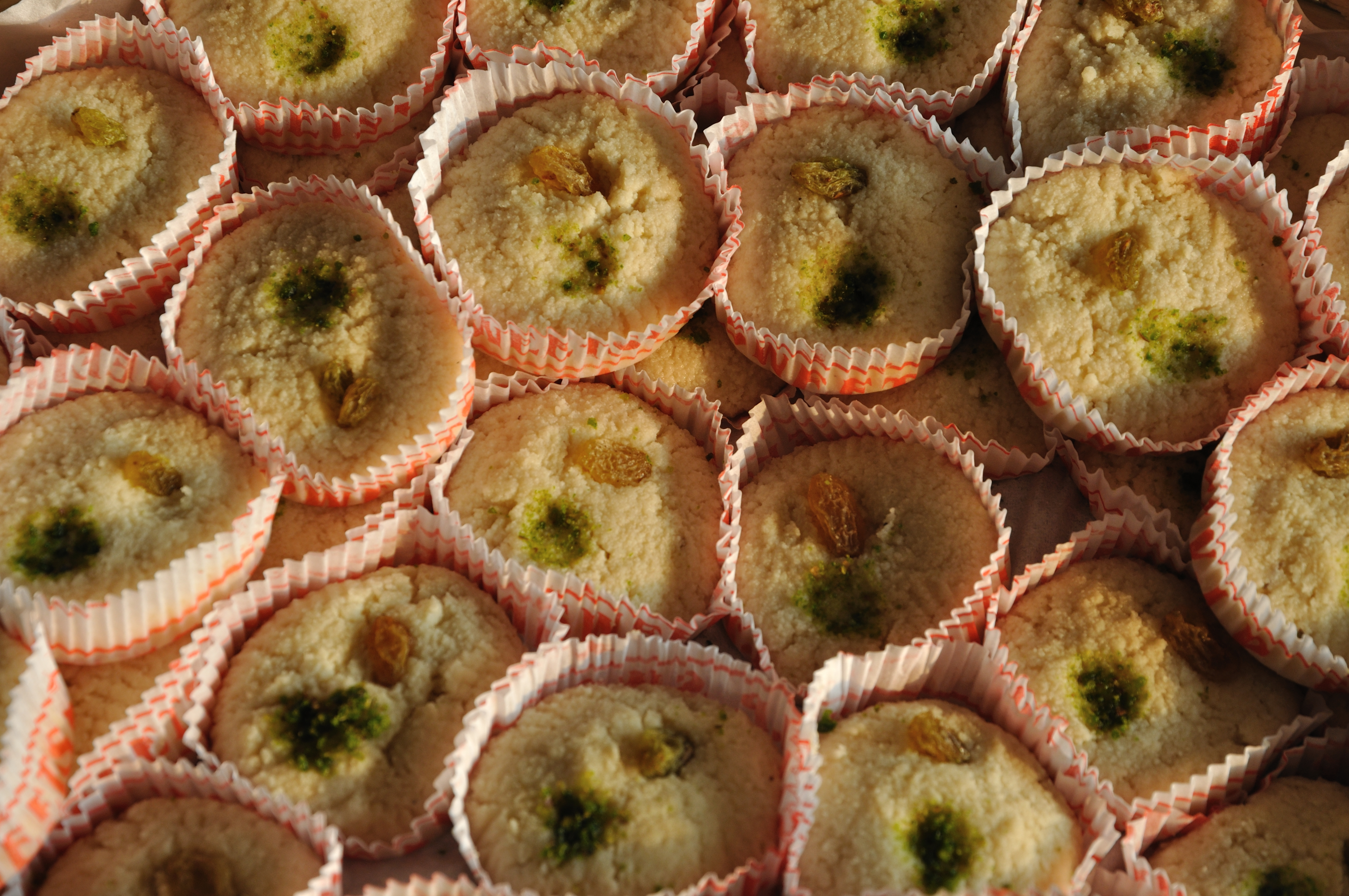
Типовий бенгальський сандеш

Сендеш — це, по суті, гаряча, підсолоджена хана. У формі кульок вона називається канчагола (канча = сира; гола = куля). Його можна приготувати з використанням чени або сиру. Найпростіший вид сандешу в Бенгалії — мага-сандеш (мага = замішений). Її готують, додаючи цукор на повільному вогні. Для приготування більш складного та вишуканого сандешу хана сушиться і пресується, а потім ароматизується есенцією фруктів, чи кольоровою есенцією і готується до різних консистенцій. Іноді масу наповнюють сиропом, змішують із кедровим або кокосовим горіхом. Потім формують у різні форми, такі як черепашки, риби та слони. Є варіант — нолен гурер сандеш, який виготовляється із джаггері або гуру. Він має коричневий або карамельний колір.